# جفری سیترون
جفری سیترون (انگلیسی: Jeffrey A. Citron؛ –) کارآفرین اهل ایالات متحده آمریکا است، که در سال ۲۰۰۱ شرکت وونیج را تأسیس کرد.